# Хокон Моћни
Хокон Моћни или Хокон Сигурдсон (око 937, Лада - 995, Мелхус) је био норвешки владар (970—995).

## Пре доласка на власт
Године 961. оца су му као присталицу бившег норвешког краља Хокона I Доброг убиле присталице новог краља Харалда II Сиве Коже. Хокон Моћни је са остатком породице избегао у Данску, на двор краља Харалда Плавозубог. Након убиства Харалда Сиве Коже, 970. године, Хокон је победио његове присталице и завладао Норвешком као дански вазал са тутулом јарла. Харалд Плавозуби је тада добио јужни део Норвешке . Касније када је Харалд Плавозуби изгубио рат с Светим римским царством, Хокон је то искористио да се прогласи независним монархом.

## Владавина

### Друштвено уређење
Норвешка је тада у свом друштвеном развитку заостајала иза других делова Скандинавије, и зато се у њој сачувало далеко више старинских установа и обичаја који омогућују да се реконструише онај поредак који је у раније време постојао и у другим деловима Скандинавије .
Норвешка је била слабо политички организована, где су постојали месни народни судови стотине . Норвежани су се делили на мноштво ситних племена — филка (норв. fylke), расутих по заливима који дубоко залазе у полуострво (такозваним фјордовима) и међусобно одвојеним високим планинама. На челу сваког од њих стајао је посебан племенски вођа, такозвани јарл.
Више филка уједињавало се у крупније племенске савезе, са заједничким  обласним  народним скупштинама (норв. thing)  , на које се сакупљало читаво слободно становништво. Постојала су и већа старешина. На челу појединих племенских удружења појављују се и краљеви.
Сваки филк делио се на сатније (норв. herad), са сатником на челу (норв. hersir). Основицу друштва чинили су слободни сељаци, који су се звали бонди (bonde). Они су се састајали на народне скупштине — тинге — и решавали на њима своја локална питања.
У Норвешкој се у то време све више формирају четири велике области, свака са својим самосталним тингом, својим посебним законом и посебним месним обичајима. У њима се појављују краљеви, који се бирају на тинзима. Ако краљ не задовољава захтеве становништва, незадовољници разашиљу по читавој земљи стрелу, која представља знак да краља треба свргнути с престола и убити. Према томе, у то доба почиње већ да се распада родовско друштво, да се образују класе и формира држава; притом поред слободних сељака — бонда и представника родовске аристократије — јарла, постоје још и робови. Око јарла почињу да се окупљају дружине.

### Привреда
Становништво се бави углавном ловом и риболовом, јер географски услови за бављење земљорадњом у већим размерама нису у Скандинавији повољни . Због особите важности риболова знатан развитак достиже морепловство, а у вези с тим и гусарство и трговина . Трговало се сушеном рибом, крзнима и другим локалним производима .

### Походи Викинга
С распадањем родовских односа и образовањем крупнијих краљевина поједини представници аристократије, који нису желели да се покоравају краљевој власти, сакупљају своје дружине и организују прекоморске походе, у које увлаче и вишак становништва.
Услед распадања родовског поретка, класне диференцијације и пренасељености, узимају маха поморство и гусарство. За период његове владавине карактеристични су походи појединих вођа, такозваних поморских краљева — викинга (од речи „вик” — залив, драга). Ти су одреди поморских краљева на својим бродовима, такозваним „морским вуцима” или „морским коњима”, у које је могло да стане 60—70 војника, предузимали понекад врло далеке препаде. Тако се код Норвежана гусар, војник и трговац уједињују у једно лице.

### Норвешке колоније
Насеља Норвежана у Ирској тада су почела у великој мери опадати, а њихово становништво је у знатном степену келтизовано. На Исланду су се пак дуго времена сачували старински обичаји, старији друштвени односи и начин живота него у самој Скандинавији, као и староскандинавска култура. На Исланду су записане староскандинавске песме и саге, које су чували и предавали многобројни певачи или приповедачи, такозвани скалди. Познато нам је најкрупније дело те врсте — „Еда”, у прози и стиху, које у себи садржи мноштво старинских легенди.
Географска открића Норвежана нису се завршила са открићем и насељавањем Исланда. Они су за време Хокона Моћног открили Гренланд. У легендама о тој земљи казује се да је била настањена патуљцима (Ескимима). Тамо су кренули колонизатори са Исланда.
Норвежани су предузимали и поједине путеве на исток и север. Они су ширили своја освајања на север Норвешке, покоравајући финска племена и намећући им данак .

## Пад с власти и смрт
Године 995. у Норвешкој се искрцава далеки рођак Харалда Сиве Коже, Улав I Тригвасон, Хокон губи присталице и на крају је био убијен. Хоконови синови Ејрик и Свејн су побегли у Шведску код краља Олафа Шетконунга

## Породично стабло
|  |                      |  |  |  |  |  |  |  |  |  |  |  |  |  |  |  |
|  | 2. Sigurd Haakonsson |  |  |  |  |  |  |  |  |  |  |  |  |  |  |  |
|  |                      |  |  |  |  |  |  |  |  |  |  |  |  |  |  |  |
|  |                      |  |  |  |  |  |  |  |  |  |  |  |  |  |  |  |
|  | 1. Хокон Моћни       |  |  |  |  |  |  |  |  |  |  |  |  |  |  |  |
|  |                      |  |  |  |  |  |  |  |  |  |  |  |  |  |  |  |
|  |                      |  |  |  |  |  |  |  |  |  |  |  |  |  |  |  |
|  | 3.                   |  |  |  |  |  |  |  |  |  |  |  |  |  |  |  |
|  |                      |  |  |  |  |  |  |  |  |  |  |  |  |  |  |  |
|  |                      |  |  |  |  |  |  |  |  |  |  |  |  |  |  |  |